# 3ª Divisione celere “Principe Amedeo Duca d’Aosta”
Die 3ª Divisione celere “Principe Amedeo Duca d’Aosta” (deutsch 3. schnelle Division “Principe Amedeo Duca d’Aosta”) war ein militärischer Großverband der Königlichen italienischen Armee. Die 1934 in Mailand aufgestellte schnelle Division nahm im Zweiten Weltkrieg am Balkanfeldzug (1941) teil und war anschließend Teil des Italienischen Expeditionskorps in Russland während des Deutsch-Sowjetischen Krieges. Im Winter 1942/43 wurden große Teile der Division während der „Operation Kleiner Saturn“ vernichtet. Die Überlebenden kehrten Anfang 1943 nach Italien zurück. Im September 1943 wurde die Division nach dem Waffenstillstand von Cassibile aufgelöst.

## Divisionsgeschichte
Die Geschichte der Division geht zurück auf die 1887 aufgestellte 3. Kavalleriedivision, deren Traditionen nach dem Ersten Weltkrieg die III. Kavalleriebrigade übernahm. Am 1. November 1934 wurde in Mailand die 3. schnelle Division aufgestellt und nach dem ersten Herzog von Aosta benannt. Der Division wurde die III. Kavalleriebrigade, ein Artillerieregiment, eine leichte Panzerabteilung sowie kleinere Einheiten unterstellt. Am 1. Februar 1938 entfiel die Brigadeebene, womit die entsprechenden Regimenter der Division direkt unterstellt wurden. Dabei handelte es sich um die berittenen Kavallerieregimenter Savoia Cavalleria und Lancieri di Novara, das 3. Bersaglieri-Regiment auf Fahrrädern sowie als Divisionstruppen das motorisierte 3. schnelle Artillerieregiment, die III. leichte Panzerabteilung „San Giorgio“, das gepanzerte LXVII. Bersaglieri-Bataillon und kleinere Einheiten. Die recht heterogene schnelle Division hatte am 10. Juni 1940 eine Stärke von 7310 Mann mit 2154 Pferden, 418 Kraftfahrzeugen, 24 Artilleriezugmaschinen, 539 Motorrädern und 2500 Fahrrädern. Sie besaß 60 Panzer vom Typ L3-33 oder L6/40 sowie Semovente 47/32-Jagdpanzer, 48 Kanonen, davon 24 75-mm-Kanonen, 16 20-mm-Flugabwehrkanonen und acht 47-mm-Panzerabwehr-Kanonen sowie 249 Maschinengewehre.
Obwohl Italien im Juni 1940 in den Zweiten Weltkrieg eingetreten war, hatte die Division ihren ersten Einsatz im Rahmen des sogenannten schnellen Korps erst im April 1941 während des Balkanfeldzuges. Ab dem 30. März 1941 musste die Division ihr 3. schnelles Artillerieregiment abgeben, das nach Nordafrika verlegt wurde. Es verblieb für den Balkanfeldzug nur mehr eine bespannte Artillerieabteilung. Im Juli 1941 konnte die Division mit bespannten Artillerie-Einheiten der beiden anderen schnellen Divisionen ihr Artillerieregiment als bespannten Panzerabwehrverband wieder aufstellen.
Die Division wurde im August 1941 an die Ostfront transferiert und bildete nun die schnelle Komponente des Italienischen Expeditionskorps in Russland. Zunächst bildete das italienische Korps die Reserve der 11. Armee und war an der Eroberung von Stalino beteiligt. Im März 1942 verlor die Division die Kavallerieregimenter „Savoia Cavalleria“ und „Lancieri di Novara“, ihr bespanntes Artillerieregiment und die Panzerabteilung, mit denen eine berittene Kampfgruppe gebildet wurde (Raggruppamento Truppe a Cavallo). Im Gegenzug erhielt sie zum verbliebenen 3. das 6. Bersaglieri-Regiment, das 120. motorisierte Artillerieregiment und eine Panzerabteilung. Die 3. schnelle Division galt nunmehr als motorisierte Division.
Im Sommer 1942 deckte die Division die linke Flanke der 6. Armee beim Vorstoß auf Stalingrad und kämpfte dabei insbesondere bei Serafimowitsch. Anschließend lag die Division als Teil der neu aufgestellten italienischen 8. Armee zwischen der ungarischen 2. Armee und der rumänischen 3. Armee am Don. Durch die „Operation Kleiner Saturn“ verlor die Division im Dezember mehr als die Hälfte ihrer Soldaten. Daraufhin wurde sie in eine Kampfgruppe umgebildet und blieb bis zum Februar 1943 im Einsatz. Anschließend wurden die Überlebenden im März 1943 wieder nach Italien verlegt.
Nach dem Waffenstillstand zwischen den Alliierten und dem Königreich Italien wurde die Division schließlich im September 1943 in Imola aufgelöst.

## Kommandeure
Liste der Kommandeure von 1934 bis 1943:
- Generale di Divisione Francesco Guidi
- Generale di Divisione Sebastiano Murari Dalla Corte Brà
- Generale di Divisione Mario Berti
- Generale di Divisione Giovanni Messe
- Generale di Corpo d’Armata Mario Marazzani
- Generale di Divisione Ettore De Blasio

## Nachfolge
Obwohl ihre ehemals unterstellten Truppenteile zu den höchstdekorierten in Italien gehören, insbesondere wegen der sehr verlustreichen Kämpfe in der Sowjetunion, wurde die Division in der Nachkriegszeit nicht wieder aufgestellt. Von 1986 bis 1992 war die Divisionsebene in Italien ganz abgeschafft. Ende 1992 wurde innerhalb des III. Korps in Mailand (heute NATO Rapid Deployable Corps – Italy, NRDC-ITA) der Stab der sogenannten 3. italienischen Division gebildet, weil die Beiträge der einzelnen NATO-Staaten zum Allied Command Europe Rapid Reaction Corps (ARRC) auf der Divisionsebene beruhten. Die Bezeichnung nahm sowohl auf das III. Korps Bezug, als auch auf die 3. schnelle Division Principe Amedeo Duca d’Aosta des Zweiten Weltkriegs. Der Stab der 3. Division wurde 2003 aufgelöst und durch andere Divisionsstäbe ersetzt. Innerhalb des 33. Unterstützungsregiments des NRDC-ITA besteht eine 3. Bersaglieri-Kompanie Celere, die die Tradition der ehemaligen 3. schnellen Division fortführt.